# شینیا هاتا
شینیا هاتا (انگلیسی: Shinya Hatta؛ زادهٔ ۱۷ مهٔ ۱۹۸۴) بازیکن فوتبال اهل ژاپن است.